# دورناو (گپینگن)
دورناو (به آلمانی: دورناو) یک شهر در آلمان است که در Göppingen واقع شده‌است.